# Satoru Uyama
Satoru Uyama (宇山 賢, Uyama Satory), né le 10 décembre 1991 à Takamatsu, est un escrimeur japonais.

## Biographie
En 2018, il remporte la médaille d'or de l'épreuve d'épée par équipe masculine aux Jeux asiatiques de 2018 qui se tiennent à Jakarta, en Indonésie.
En juin 2019, il remporte la médaille d'argent dans l'épreuve d'épée masculine lors des Championnats d'Asie d'escrime 2019, qui se tiennent à Chiba, au Japon. Un mois plus tard, il participe à l'épreuve d'épée masculine aux Championnats du monde d'escrime 2019 qui se déroulent à Budapest, en Hongrie.
Satoru Uyama remporte la médaille d'or de l'épée masculine par équipe en 2021 aux Jeux olympiques de Tokyo.

## Palmarès
- Jeux olympiques
  -  Médaille d'or par équipes aux Jeux olympiques de 2020 à Tokyo

- Championnats d'Asie d'escrime
  -  Médaille d'or par équipes aux championnats d'Asie d'escrime 2016 à Wuxi
  -  Médaille de bronze par équipes aux championnats d'Asie d'escrime 2015 à Singapour
  -  Médaille de bronze par équipes aux championnats d'Asie d'escrime 2014 à Suwon